# CamStudio
CamStudio é um software de screencast para Microsoft Windows, lançado como software livre. Este programa renderiza vídeos no formato AVI, e também pode convertê-los para o formato FLV, incorporado em ficheiros SWF. O CamStudio é escrito em C++, mas o CamStudio 3 será desenvolvido em C#.

## História
O CamStudio original foi lançado como um produto open source pela RenderSoft software em outubro de 2001. A licença do código fonte foi convertida para a GNU General Public License em dezembro de 2002 com a versão 1.8. O código fonte das versões 1.0, 1.4 e 2.0 ainda está disponíveis no SourceForge.
Em 2003, a empresa foi adquirida pela eHelp Corporation, que possuía um produto concorrente chamado RoboDemo (atualmente chamado Adobe Captivate). A eHelp Corporation lançou uma versão atualizada sob uma licença não livre, o CamStudio 2.1, sem a capacidade de criar SWF's.
Uma sucessão de aquisições posteriores levou a que a companhia fosse adquirida pela Adobe. O desenvolvimento do CamStudio 2.0 (a última versão open source) foi retomada e novamente lançada como software livre em setembro de 2007 como o CamStudio 2.5 Beta 1. Consequentemente, foi renomeado para CamStudio Open Source.
O CamStudio 3 será uma versão totalmente nova desenvolvida em C#.